# کوه بازارک
کوه بازارک یکی از قلل کوه توچال است. این قله با ارتفاعی حدود ۳۷۷۵ متر یا ۳۷۵۸ متر در سمت شرق قله شاه‌نشین قرار دارد و با گردنه‌ای بلند به این کوه وصل می‌شود. در سمت غرب آن هم کوه لوارک قرار دارد. این کوه بالای بخش کن است و سرچشمهٔ رودخانه کن می باشد.